# 中間柔麗鯛
中間柔麗鯛，為輻鰭魚綱鱸形目隆頭魚亞目慈鯛科的其中一種，分布於非洲馬拉威湖流域，棲息深度98-123公尺，體長可達6.3公分，棲息在泥底質深水域，以無脊椎動物為食，生活習性不明。

## 擴展閱讀
維基物種上的相關：中間柔麗鯛